# 拉尔夫·戴维斯
拉尔夫·E·戴维斯（英語：Ralph E. Davis，1938年9月7日—2021年5月30日），美国NBA联盟前职业篮球运动员。他在1960年的NBA选秀中第3轮第17顺位被辛辛纳提皇家选中。